# Hüttendorf (Gemeinde Mistelbach)
Hüttendorf ist eine Ortschaft und eine Katastralgemeinde der Stadtgemeinde Mistelbach im Bezirk Mistelbach in Niederösterreich. Die Ortschaft hat 510 Einwohner (Stand 1. Jänner 2025). Bis Ende 1971 war Hüttendorf eine eigenständige Gemeinde.

## Geografie
Das westlich von Mistelbach liegende Dorf erstreckt sich längs der Zaya, die hier aber kanalisiert ist und südlich um den Ort geleitet wird. Ebenso am Ort vorbeigeführt wird die Landesstraße L35, von der mehrere Nebenstraßen in den Ort abzweigen.

## Geschichte
Laut Adressbuch von Österreich waren im Jahr 1938 in der Ortsgemeinde Hüttendorf  drei Bäcker, ein Binder, ein Gastwirt, drei Gemischtwarenhändler, eine Molkereigenossenschaft, eine Milchgenossenschaft, zwei Mühlen, drei Schmiede, ein Schneider und zwei Schneiderinnen, zwei Schuster, ein Tischler und einige Landwirte ansässig.
Mit 1. Jänner 1972 wurden im Zuge der Niederösterreichischen Kommunalstrukturverbesserung die bis dahin selbständigen Gemeinden Eibesthal, Frättingsdorf, Hörersdorf, Hüttendorf, Kettlasbrunn, Paasdorf und Siebenhirten mit Mistelbach an der Zaya fusioniert und dabei die entstehende Gemeinde auf Mistelbach umbenannt.

## Kultur und Sehenswürdigkeiten

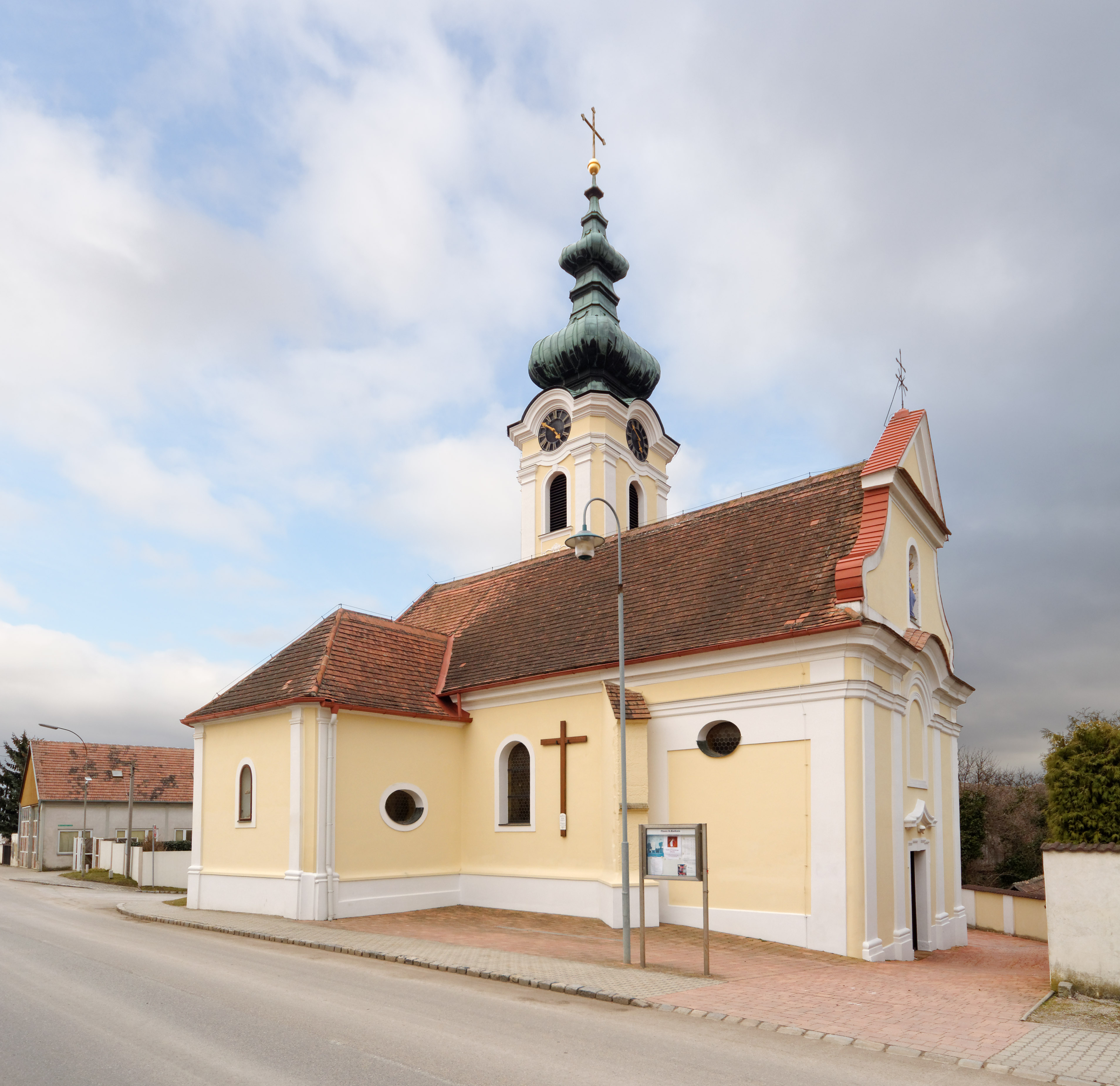
Pfarrkirche Hüttendorf

- Katholische Pfarrkirche Hüttendorf hl. Barbara
- Zwei Bildstöcke und ein Pestkreuz
- Kriegerdenkmal

## Persönlichkeiten
- Ernst Stoiber (1833–1889), Organist und Komponist, wurde im Ort geboren